# Lanterne des morts de Felletin
La lanterne des morts de Felletin est un monument funéraire, situé dans le cimetière de la commune de Felletin, dans le département français de la Creuse

## Historique
La lanterne des morts de Felletin date du XIIIe siècle et se trouvait auparavant dans le cimetière de la chapelle de Beaumont.
En 1877, la lanterne est démontée du lieu où elle se trouvait et a été remonté en 1930 à son emplacement actuel,. 
Elle est classée au titre des monuments historiques par arrêté du 12 juillet 1886. Elle est restaurée en 1986.

## Description
D'une hauteur totale de 8 mètres, le monument est en granit. Elle repose sur une base circulaire composée de 3 marches, qui n'est pas celle d'origine. La colonne de forme octogonale est surmontée d'un campanile percé de huit baies en plein cintre,. Le fanal est coiffé d'un toit conique en pierres taillées appareillées. Une ouverture close par un vantail en bois, située à une hauteur d'environ 1,50 mètre permettait, par un système de corde, de hisser la lampe au sommet de la colonne,,.

## Galerie

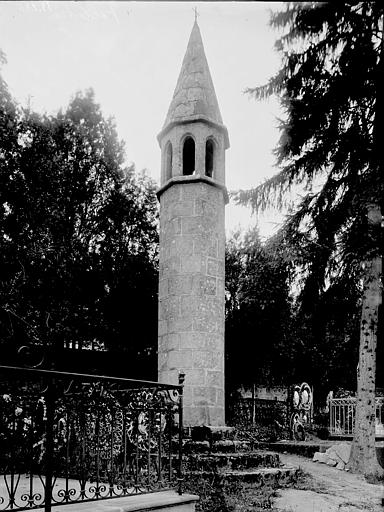
La lanterne fin XIXe siècle, début XXe siècle.
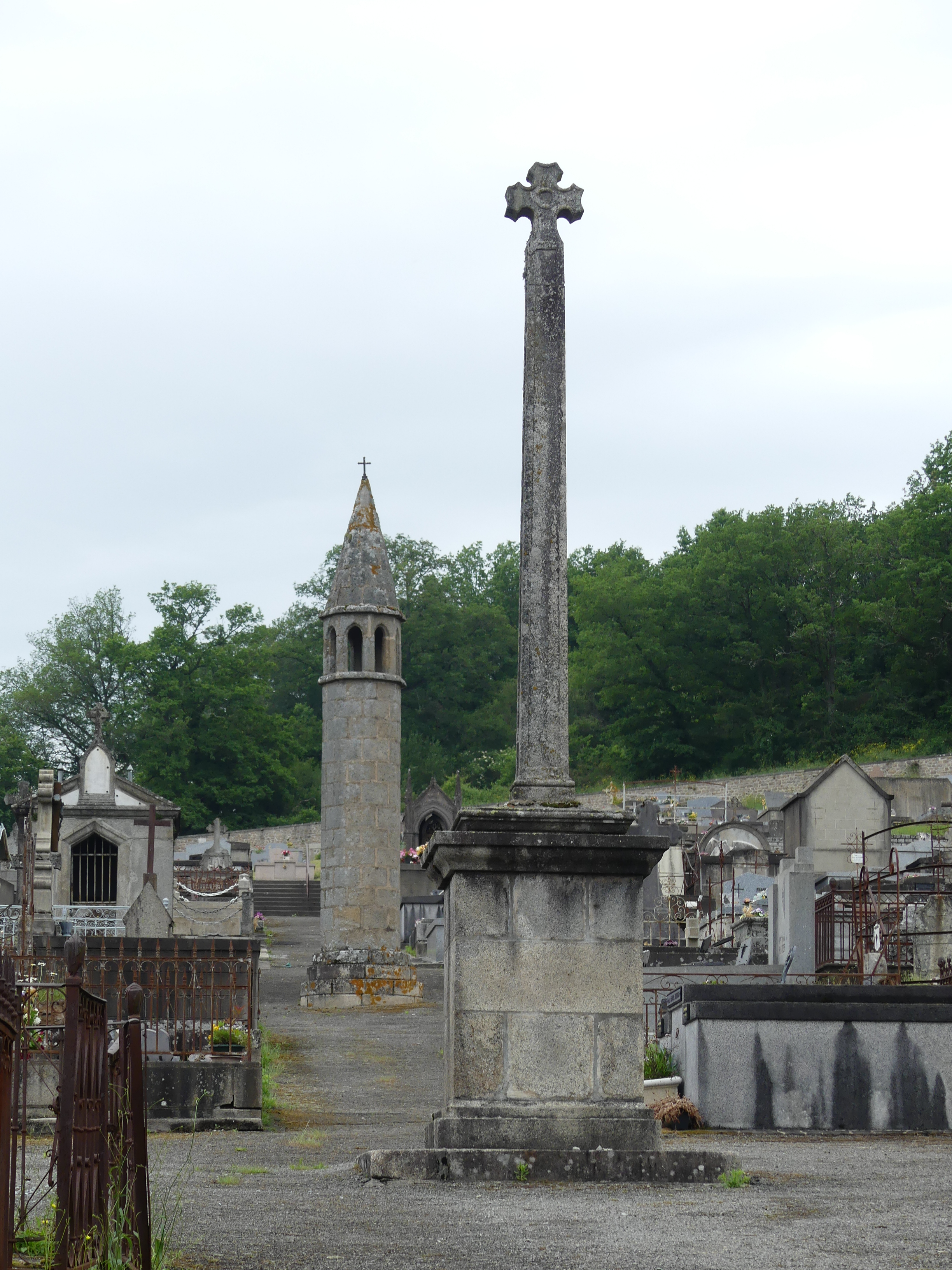
Croix et lanterne du cimetière.